# Harrassowitz Verlag
Harrassowitz Verlag este o editură științifică germană, organizată juridic ca o societate în comandită (GmbH & Co. KG), cu sediul social în Wiesbaden.
Editura a fost înființată pe 1 iulie 1872 de către Otto Harrassowitz, împreună cu Oscar Richter, ca o  editură-librărie cu un anticariat afiliat în Leipzig. În 1875, Otto Harrassowitz a preluat întreaga conducere a companiei. În 1921 i-a urmat fiul lui, Hans Harrassowitz (d. 21 aprilie 1964), la conducerea afacerii.
În timpul celui de-al Doilea Război Mondial clădirea editurii a fost complet distrusă în urma unui atac aerian asupra aeroportului din Leipzig de pe 4 decembrie 1943. După exproprierea din 1949 editura s-a mutat în anul 1953 la Wiesbaden, unde a început reconstrucția companiei.
Accentul editurii este pus în special pe domeniile bibliologiei, biblioteconomiei, studiilor orientale, studiilor slavice și filologiei. Începând cu anul 2013, Harrassowitz Verlag a editat, de asemenea, publicațiile Monumenta Germaniae Historica.